# John Osborn
John Osborn (n. 8 septembrie 1945) este un iahtman ce a reprezentat Regatul Unit al Marii Britanii și al Irlandei de Nord, medaliat olimpic. A participat la o ediție a Jocurilor Olimpice (1976) în care a câștigat o medalie de aur.

## Participări
Lista de mai jos prezintă principalele competiții la care a participat John Osborn de-a lungul carierei.
- Jocurile Olimpice de vară din 1976[1]